# NGC 4128
NGC 4128 (również PGC 38555 lub UGC 7120) – galaktyka soczewkowata (S0), znajdująca się w gwiazdozbiorze Smoka. Odkrył ją William Herschel 6 kwietnia 1793 roku.